# Allueva
Allueva ist ein Ort und eine Gemeinde (municipio) mit nur noch 30 Einwohnern (Stand: 2024) im äußersten Norden der Provinz Teruel in der autonomen Region Aragonien im östlichen Zentrum von Spanien. Die Gemeinde gehört zur bevölkerungsarmen Serranía Celtibérica.

## Lage und Klima
Allueva liegt in der Sierra de Cucalón in ca. 1010 m Höhe und ist ca. 79 km (Fahrtstrecke) in nördlicher Richtung von der Provinzhauptstadt Teruel entfernt. 
Das Klima ist trotz der Höhenlage gemäßigt bis warm; Regen (ca. 508 mm/Jahr) fällt übers Jahr verteilt.

## Bevölkerungsentwicklung
| Jahr      | 1970 | 1981 | 1991 | 2001 | 2011 | 2021 |
| Einwohner | 10   | 9    | 12   | 13   | 20   | 22   |

## Sehenswürdigkeiten
- Kirche Mariä Himmelfahrt